# 8.ª etapa da Volta a Espanha de 2018
A 8.ª etapa da Volta a Espanha de 2018 teve lugar a 1 de setembro de 2018 entre Linares e Almadén sobre um percurso de 195,1 km e foi ganhada pelo ciclista espanhol Alejandro Valverde da equipa Movistar, quem completou a sua segunda vitória de etapa na Volta de 2018. O ciclista francês Rudy Molard da equipa Groupama-FDJ conservou o maillot de líder.

## Classificação da etapa
| \| Classificação por etapas \| Classificação por etapas \| Classificação por etapas \| Classificação por etapas \| Classificação por etapas \| \| Ciclista \| Ciclista \| Equipe \| Tempo \| \| \| ------------------------ \| ------------------------ \| -------------------------- \| ------------------------ \| ------------------------ \| \| 1. \| Alejandro Valverde \| Movistar Team \| 4h35m54s \| \| \| 2. \| Peter Sagan \| Bora-Hansgrohe \| + 0s \| \| \| 3. \| Danny van Poppel \| LottoNL-Jumbo \| + 0s \| \| \| 4. \| Ion Izagirre \| Bahrain-Merida \| + 0s \| \| \| 5. \| Giacomo Nizzolo \| Trek-Segafredo \| + 0s \| \| \| 6. \| Jesús Herrada \| Cofidis, Solutions Crédits \| + 0s \| \| \| 7. \| Simon Yates \| Mitchelton-Scott \| + 0s \| \| \| 8. \| Bjorg Lambrecht \| Lotto-Soudal \| + 0s \| \| \| 9. \| Iván García Cortina \| Bahrain-Merida \| + 0s \| \| \| 10. \| Steven Kruijswijk \| LottoNL-Jumbo \| + 0s \| \| |                     |                            |          |
| |                     |                            |          |
| Fonte: ProCyclingStats |                     |                            |          |
| Classificação por etapas |                     |                            |          |
| Ciclista | Ciclista            | Equipe                     | Tempo    |
| 1. | Alejandro Valverde  | Movistar Team              | 4h35m54s |
| 2. | Peter Sagan         | Bora-Hansgrohe             | + 0s     |
| 3. | Danny van Poppel    | LottoNL-Jumbo              | + 0s     |
| 4. | Ion Izagirre        | Bahrain-Merida             | + 0s     |
| 5. | Giacomo Nizzolo     | Trek-Segafredo             | + 0s     |
| 6. | Jesús Herrada       | Cofidis, Solutions Crédits | + 0s     |
| 7. | Simon Yates         | Mitchelton-Scott           | + 0s     |
| 8. | Bjorg Lambrecht     | Lotto-Soudal               | + 0s     |
| 9. | Iván García Cortina | Bahrain-Merida             | + 0s     |
| 10. | Steven Kruijswijk   | LottoNL-Jumbo              | + 0s     |

## Classificações ao final da etapa

### Classificação geral
| \| Classificação geral \| Classificação geral \| Classificação geral \| Classificação geral \| Classificação geral \| \| Ciclista \| Ciclista \| Equipe \| Tempo \| \| \| ------------------- \| ------------------- \| ------------------- \| ------------------- \| ------------------- \| \| 1. \| Rudy Molard \| Groupama-FDJ \| 31h20m34s \| \| \| 2. \| Alejandro Valverde \| Movistar Team \| + 37s \| \| \| 3. \| Emanuel Buchmann \| Bora-Hansgrohe \| + 48s \| \| \| 4. \| Simon Yates \| Mitchelton-Scott \| + 51s \| \| \| 5. \| Tony Gallopin \| AG2R La Mondiale \| + 59s \| \| \| 6. \| Michał Kwiatkowski \| Team Sky \| + 1m06s \| \| \| 7. \| Ion Izagirre \| Bahrain-Merida \| + 1m11s \| \| \| 8. \| Nairo Quintana \| Movistar Team \| + 1m14s \| \| \| 9. \| Steven Kruijswijk \| LottoNL-Jumbo \| + 1m18s \| \| \| 10. \| Enric Mas \| Quick-Step Floors \| + 1m23s \| \| |                    |                   |           |
| |                    |                   |           |
| Fonte: ProCyclingStats |                    |                   |           |
| Classificação geral |                    |                   |           |
| Ciclista | Ciclista           | Equipe            | Tempo     |
| 1. | Rudy Molard        | Groupama-FDJ      | 31h20m34s |
| 2. | Alejandro Valverde | Movistar Team     | + 37s     |
| 3. | Emanuel Buchmann   | Bora-Hansgrohe    | + 48s     |
| 4. | Simon Yates        | Mitchelton-Scott  | + 51s     |
| 5. | Tony Gallopin      | AG2R La Mondiale  | + 59s     |
| 6. | Michał Kwiatkowski | Team Sky          | + 1m06s   |
| 7. | Ion Izagirre       | Bahrain-Merida    | + 1m11s   |
| 8. | Nairo Quintana     | Movistar Team     | + 1m14s   |
| 9. | Steven Kruijswijk  | LottoNL-Jumbo     | + 1m18s   |
| 10. | Enric Mas          | Quick-Step Floors | + 1m23s   |

### Classificação por pontos
| Classificação por pontos | Classificação por pontos | Classificação por pontos  | Classificação por pontos | Classificação por pontos |
| Ciclista                 | Ciclista                 | Equipe                    | Pontos                   |                          |
| ------------------------ | ------------------------ | ------------------------- | ------------------------ | ------------------------ |
| 1.                       | Alejandro Valverde       | Movistar Team             | 76 pts                   |                          |
| 2.                       | Peter Sagan              | Bora-Hansgrohe            | 63 pts                   |                          |
| 3.                       | Michał Kwiatkowski       | Team Sky                  | 50 pts                   |                          |
| 4.                       | Danny van Poppel         | LottoNL-Jumbo             | 46 pts                   |                          |
| 5.                       | Elia Viviani             | Quick-Step Floors         | 41 pts                   |                          |
| 6.                       | Giacomo Nizzolo          | Trek-Segafredo            | 37 pts                   |                          |
| 7.                       | Tony Gallopin            | AG2R La Mondiale          | 35 pts                   |                          |
| 8.                       | Ion Izagirre             | Bahrain-Merida            | 31 pts                   |                          |
| 9.                       | Simon Clarke             | EF Education First-Drapac | 30 pts                   |                          |
| 10.                      | Benjamin King            | Dimension Data            | 29 pts                   |                          |

### Classificação da montanha
| Classificação da montanha | Classificação da montanha | Classificação da montanha  | Classificação da montanha | Classificação da montanha |
| Ciclista                  | Ciclista                  | Equipe                     | Pontos                    |                           |
| ------------------------- | ------------------------- | -------------------------- | ------------------------- | ------------------------- |
| 1.                        | Luis Ángel Maté           | Cofidis, Solutions Crédits | 42 pts                    |                           |
| 2.                        | Pierre Rolland            | EF Education First-Drapac  | 20 pts                    |                           |
| 3.                        | Benjamin King             | Dimension Data             | 12 pts                    |                           |
| 4.                        | Ben Gastauer              | AG2R La Mondiale           | 7 pts                     |                           |
| 5.                        | Bauke Mollema             | Trek-Segafredo             | 6 pts                     |                           |
| 6.                        | Nikita Stalnow            | Astana                     | 6 pts                     |                           |
| 7.                        | Thomas De Gendt           | Lotto-Soudal               | 5 pts                     |                           |
| 8.                        | Héctor Benito Sáez        | Euskadi-Murias             | 4 pts                     |                           |
| 9.                        | Simon Clarke              | EF Education First-Drapac  | 4 pts                     |                           |
| 10.                       | Nans Peters               | AG2R La Mondiale           | 4 pts                     |                           |

### Classificação da combinada
| Classificação de combinados | Classificação de combinados | Classificação de combinados | Classificação de combinados | Classificação de combinados |
| Ciclista                    | Ciclista                    | Equipe                      | Pontos                      |                             |
| --------------------------- | --------------------------- | --------------------------- | --------------------------- | --------------------------- |
| 1.                          | Alejandro Valverde          | Movistar Team               | 16 pts                      |                             |
| 2.                          | Michał Kwiatkowski          | Team Sky                    | 29 pts                      |                             |
| 3.                          | Benjamin King               | Dimension Data              | 39 pts                      |                             |
| 4.                          | Simon Yates                 | Mitchelton-Scott            | 48 pts                      |                             |
| 5.                          | Bauke Mollema               | Trek-Segafredo              | 62 pts                      |                             |
| 6.                          | Laurens De Plus             | Quick-Step Floors           | 63 pts                      |                             |
| 7.                          | Simon Clarke                | EF Education First-Drapac   | 65 pts                      |                             |
| 8.                          | Pierre Rolland              | EF Education First-Drapac   | 82 pts                      |                             |
| 9.                          | Ben Gastauer                | AG2R La Mondiale            | 84 pts                      |                             |
| 10.                         | Jack Haig                   | Mitchelton-Scott            | 92 pts                      |                             |

### Classificação por equipas
| Classificação por equipes | Classificação por equipes                | Classificação por equipes | Classificação por equipes |
| Equipe                    | Equipe                                   | Tempo                     |                           |
| ------------------------- | ---------------------------------------- | ------------------------- | ------------------------- |
| 1.                        | Astana                                   | 94h01m12s                 |                           |
| 2.                        | Lotto NL-Jumbo                           | + 2m07s                   |                           |
| 3.                        | Movistar Team                            | + 4m09s                   |                           |
| 4.                        | Bora-Hansgrohe                           | + 5m53s                   |                           |
| 5.                        | Bahrain-Merida                           | + 7m06s                   |                           |
| 6.                        | Dimension Data                           | + 10m06s                  |                           |
| 7.                        | Sky                                      | + 12m18s                  |                           |
| 8.                        | EF Education First-Drapac p/b Cannondale | + 12m37s                  |                           |
| 9.                        | UAE Team Emirates                        | + 18m05s                  |                           |
| 10.                       | AG2R La Mondiale                         | + 23m02s                  |                           |

## Abandonos
- Maurits Lammertink, não tomou a saída devido a intensas dores abdominais depois de uma queda.[2]